# Alfredella tasmanica
Alfredella tasmanica är en stekelart som beskrevs av Lubomir Masner och Lars Huggert 1989. Alfredella tasmanica ingår i släktet Alfredella och familjen gallmyggesteklar. Inga underarter finns listade i Catalogue of Life.